# Karcinom
Karcinom (z řeckého karkinôma) je nádorové onemocnění, vycházející z epitelu, tedy např. z vrstev kůže či sliznic, jde tedy o nádory z tkání ektodermálního či entodermálního původu. Označení rakovina se původně vztahovalo pouze na karcinomy, dnes se však v běžném jazyce rozdíl stírá. Většina karcinomů pochází z krycího epitelu, nebo žlázového epitelu. Karcinomy tvoří cca 80 % maligních nádorů.

## Terapie
V terapii karcinomů lze použít několik léčebných modalit. Jedná se zejména o následující postupy:
- chirurgická terapie
- radioterapie
- chemoterapie
- hormonální terapie
- biologická terapie

## Příklady karcinomů
- Kolorektální karcinom
- Karcinom plic
- Karcinom prostaty
- Karcinom prsu
- Karcinom žaludku
- Karcinom jazyka[1]